# 涼風涼
涼風 涼（すずかぜ りょう）は、日本の小説家、シナリオライター、漫画原作者。新潟県新潟市生まれ。高校卒業後、様々な専門学校を転々とした後に『真・女神転生デビルサマナー』のノベライズで作家デビュー。別名義で漫画原作も手がけている。かつて株式会社デジターボと株式会社ニトロプラスに所属していた。

## 作品リスト

### 小説
- キズナイーバー -あの日のキズ、これからのキズナ-
- さんかれあ おーる・ないとれあ・ろんぐ
- 進撃の巨人 Before the fall
- 白詰草
- エヴォリューション
- 舞-HiME狂走曲
- アイドルマスター XENOGLOSSIA - 絆 -
- アイドルマスター XENOGLOSSIA 伊織サンシャイン！
- ケータイ少女 トライアングルスピリッツ
- .hack//CELL vol.1 終わる世界
- .hack//CELL vol.2 無限の解放
- 斬魔大聖デモンベイン 無垢なる刃
- 斬魔大聖デモンベイン 魔を断つ剣
- 斬魔大聖デモンベイン 明日への翼
- "Hello, world." 青い記憶
- "Hello, world." BLAZE UP
- Memories 〜記憶〜
- サイバーストーカー
- 真・女神転生デビルサマナー 封印されし魂
- 真・女神転生デビルサマナー外伝 鎮魂の哀歌

### 漫画
- とある魔術の電脳戦機（コミック構成）
- キズナイーバー 2巻（コミック原案）
- ドットハック SORA：セカイの向こうに（シナリオ）
- 舞-HiME戦（シナリオ）
- アイドルマスター XENOGLOSSIA（脚本）
- こちらラスボス魔王城前「教会」（構成）
- リアデイルの大地にて（構成）